# Cataplana

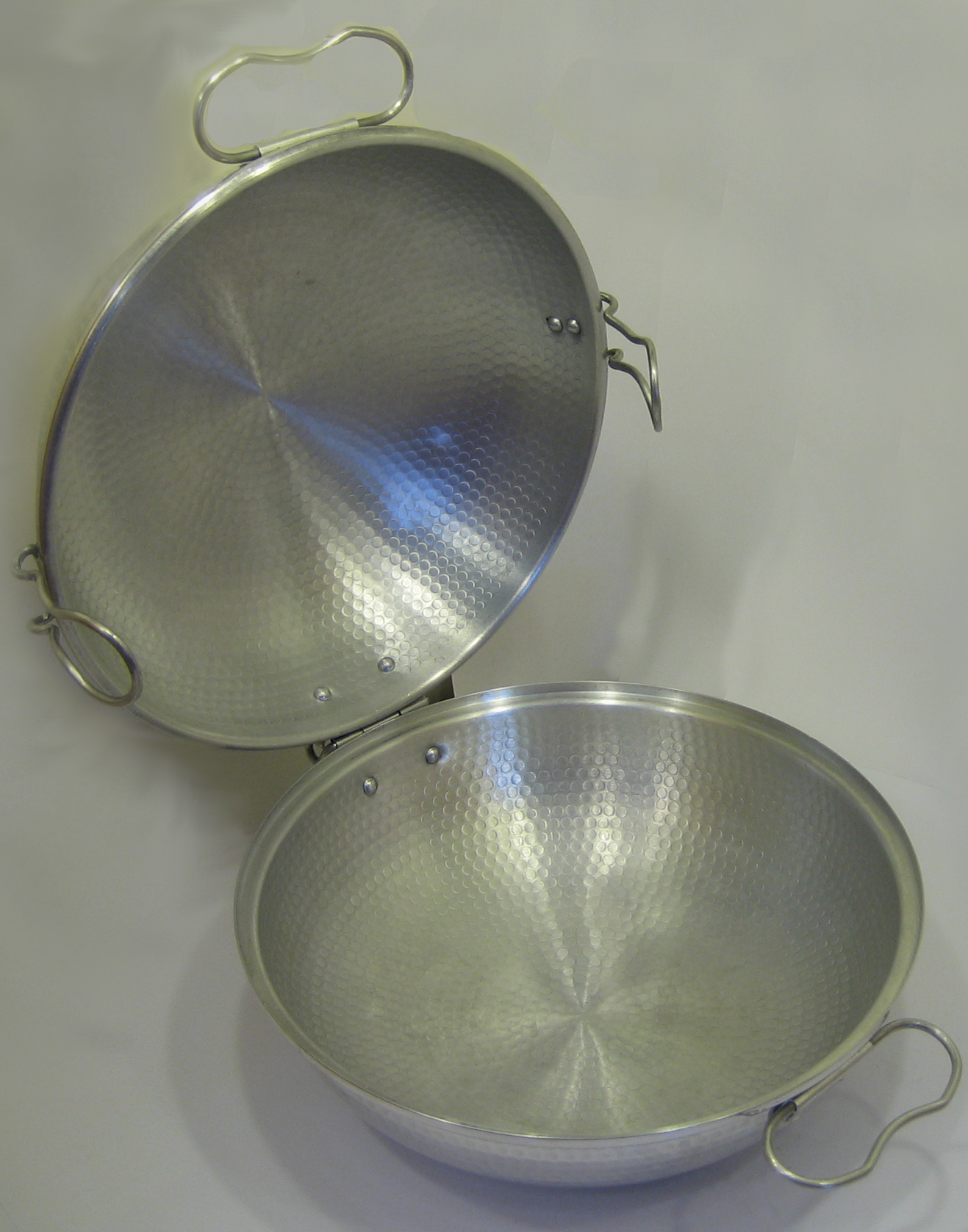
Cataplana aperta

La cataplana è un recipiente per cucinare gli alimenti tipico della regione meridionale portoghese dell'Algarve. Si usa lo stesso termine per definire le preparazioni alimentari ottenute con l'utilizzo di questo strumento (ad esempio: una "cataplana di capretto")..

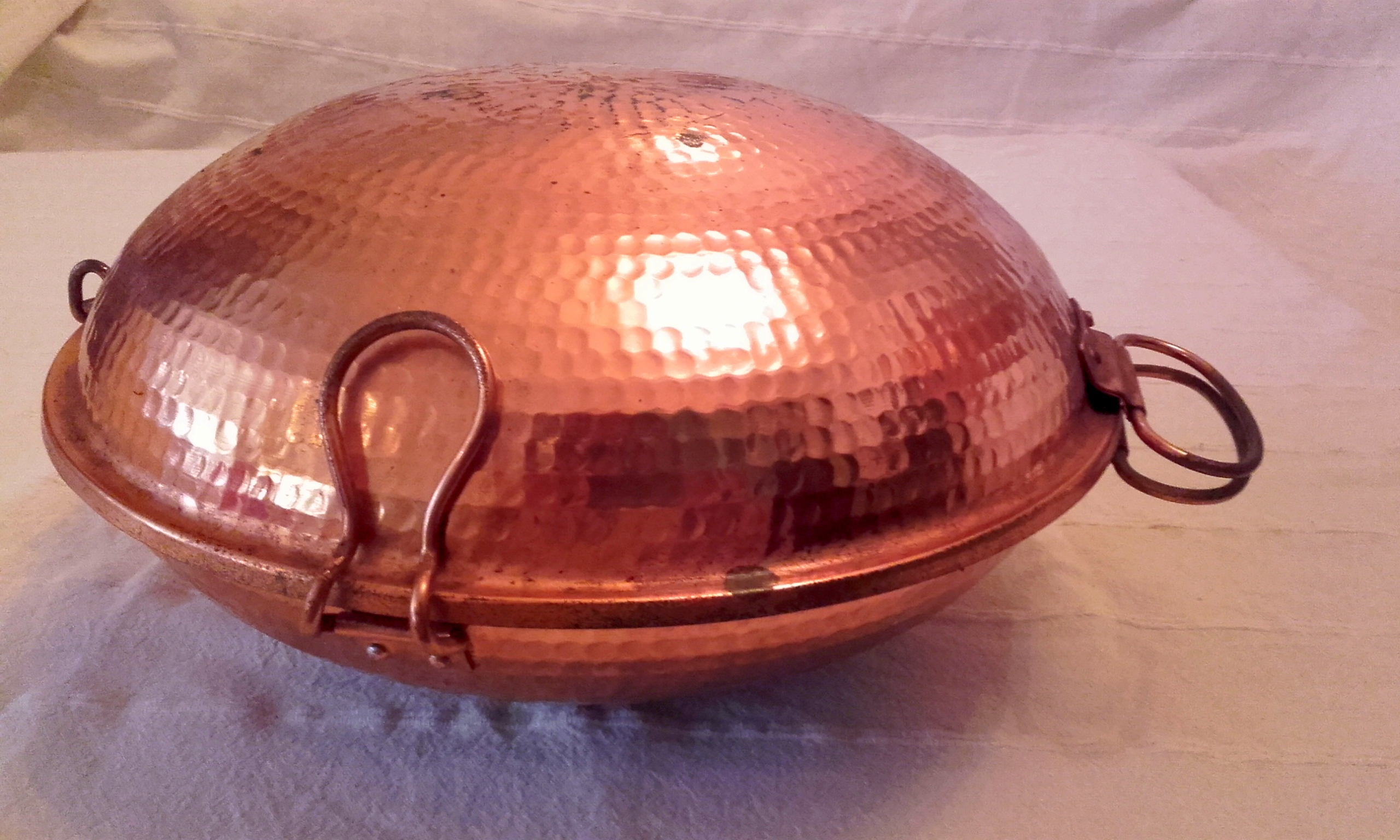
Cataplana rivestita di una patina di rame, in posizione chiusa

La cataplana è uno strumento a metà strada tra la padella e il forno, costituito da due parti metalliche concave, che si uniscono con una cerniera da una parte e si possono bloccare con un gancio sul punto diametralmente opposto. Originalmente di rame o ottone, la cataplana attualmente è normalmente disponibile in alluminio, spesso con una copertura di rame superficiale per ricordare il suo aspetto caratteristico originale. Esistono cataplane di varie dimensioni, che si utilizzano a seconda della quantità di cibo da preparare, e anche cataplane di acciaio e anche elettriche, che svolgono lo stesso servizio ma si allontanano dalla tradizione per quanto riguarda il formato.
L'uso tradizionale della cataplana prevede che gli alimenti - molto spesso frutti di mare, ma a volte anche differenti tagli di carne di maiale, con cipolle, vari aromi e anche patate e altri vegetali - sono collocati ancora crudi nella cataplana e lasciati cucinare a fuoco basso dopo averla chiusa.
Si può considerare che la cataplana costituisca una forma evoluta di quella che una volta era chiamata panela de ferro, fatta di ghisa, simile ai testi o alla tajine marocchina.